# Grenmarite
La grenmarite è un minerale.